# Вісімнадцять держав

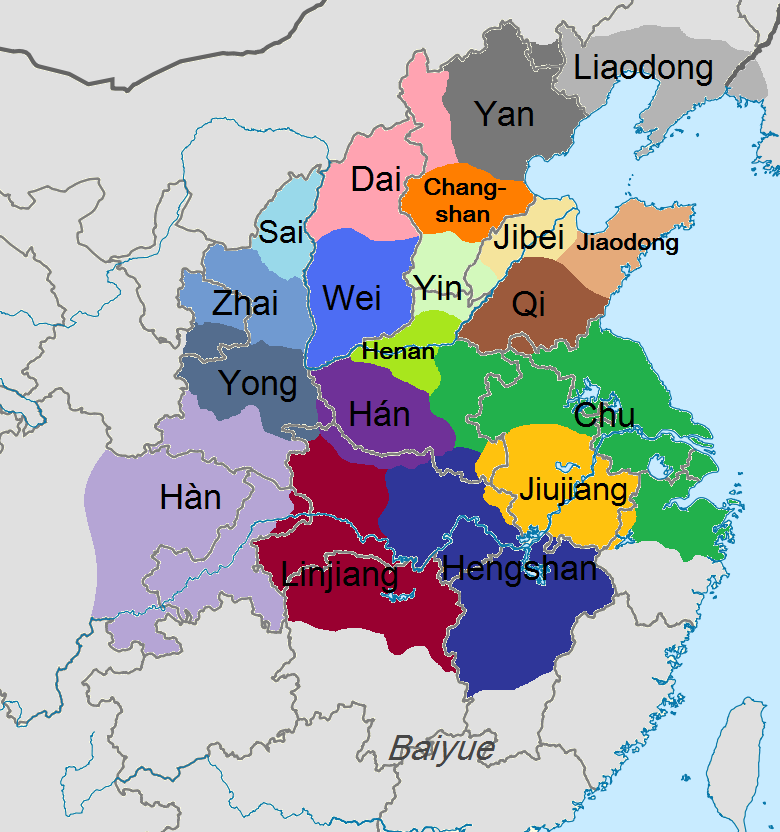
Приблизне розташування Вісімнадцяти держав.

Вісімнадцять держав (кит. трад.: 十八國, також перекладається як «Вісімнадцять королівств») — вісімнадцять удільних васальних держав фенцзянь, які створив воєначальник Сян Юй на території Китаю у 206 році до н. е., після краху Династії Цінь. Держави проіснували з 206 до 202 року до н. е., коли були підкорені правителем Хань Лю Баном. Створення та ліквідація Вісімнадцяти королівств ознаменувало початок і кінець бурхливого міжцарів'я відоме як Протистояння Чу і Хань.
Деталі феодального поділу:
| Назва                     | Назва (Китайською) | Правителі                            | Час існування                              | Підконтрольні території (У сучасному Китаї)                   | Коментар                                                  |
| ------------------------- | ------------------ | ------------------------------------ | ------------------------------------------ | ------------------------------------------------------------- | --------------------------------------------------------- |
| Західна Чу                | 西楚               | Сян Юй                               | Лютий 206 до н. е. — лютий 202 до н. е.    | Цзянсу, північ Аньхой, північь Чжецзян, схід і південь Хенань | Захоплена Лю Баном                                        |
| Хань                      | 漢/汉              | Лю Бан                               | Лютий 206 до н. е. — лютий 202 до н. е.    | Сичуань, Чунцин, південь Шеньсі                               | Лю Бан створив династію Хань і став її першим імператором |
| Йон                       | 雍                 | Чжан Хань (генерал Цінь)             | Лютий 206 до н. е. — червень 205 до н. е.  | центральний Шеньсі, і східний Ганьсу                          | Захоплений Лю Баном                                       |
| Сай                       | 塞                 | Сіма Сінь (генерал Цінь)             | Лютий 206 до н. е. - серпень 206 до н. е.  | північний схід Шеньсі                                         | Захоплений Лю Баном                                       |
| Ді(Чжай)                  | 翟                 | Дун Ї (генерал Цінь)                 | Лютий 206 до н. е. — серпень 206 до н. е.  | північний Шеньсі                                              | Захоплений Лю Баном                                       |
| Хеншань                   | 衡山               | У Жуй                                |                                            | схід Хубей, Цзянсі                                            | Союзники з Лю Баном                                       |
| Хань                      | 韓                 | Хань Чен (нащадок родини Хань)       |                                            | південно-західний Хенань                                      |                                                           |
| Чжао(коротко назване Дай) | 趙/代              | Чжао Се (нащадок родини Чжао)        |                                            | північний Шаньсі, північно-західний Хебей                     | Захоплений Лю Баном                                       |
| Хенань                    | 河南               | Шень Ян                              | Лютий 206 до н. е. — листопад 205 до н. е. | північно-західний Хенань                                      |                                                           |
| Чаншань                   | 常山               | Чжан Ер (віце-канцлер Чжао)          |                                            | центральний Хебей                                             | Союзники з Лю Баном                                       |
| Їнь                       | 殷                 | Сіма Ан (генерал Чжао)               | Лютий 206 до н. е. — березень 205 до н. е. | північний Хенань, південний Хебей                             | Союзники з Лю Баном                                       |
| Західний Вей              | 西魏               | Вей Бао (нащадок родини Вей)         |                                            | південний Шаньсі                                              | Захоплений Лю Баном                                       |
| Цзюцзян                   | 九江               | Їн Бу (генерал Чу)                   |                                            | центральний і південний Аньхой                                | Союзники з Лю Баном (здався, спочатку генералу Чу)        |
| Ліньцзян                  | 臨江               | Гун Ао (генерал Чу)                  |                                            | західний Хубей, північний Хунань                              |                                                           |
| Янь                       | 燕                 | Зан Ту (генерал Янь)                 | Лютий 206 до н. е. — лютий 202 до н. е.    | північний Хебей, Пекін, Тяньцзінь                             | Союзники з Лю Баном                                       |
| Ляодун                    | 遼東               | Хань Гуан (тимчасовий правитель Янь) | Лютий 206 до н. е. — липень 206 до н. е.   | південний Ляонін                                              | Здався Лю Бану                                            |
| Ці                        | 齊 або 齐          | Тянь Ду (генерал Ці)                 | Лютий 206 до н. е. — травень 206 до н. е.  | західний і центральний Шаньдун                                | Захоплена Лю Баном                                        |
| Цзяодун                   | 膠東               | Тянь Фу (нащадок родини Ці)          | Лютий 206 до н. е. — червень 206 до н. е.  | східний Шаньдун                                               |                                                           |
| Цзібей                    | 濟北               | Тянь Ань (Лідер повстанців Ці)       | Лютий 206 до н. е. — липень 206 до н. е.   | північний Шаньдун                                             |                                                           |

Вісімнадцять королівств проіснували недовго. Майже одразу спалахнуло повстання в Ці, після якого Тянь Жун завоював Цзяодун і Цзібей, об'єднавши стару державу Ці. Тим часом, Сян Юй вбив Імператора Ї з Чу і правителя Хань Чена з Хань. Після цього, Лю Бан з Хань завоював землі Трьох Цінь, тим самим офіційно почавши Протистояння Чу і Хань. Після багатьох битв і зміни альянсів, Хань перемогла Чу і підпорядкувала собі всі інші держави, у яких Лю Бан призначив васальних королів і зробив себе першим імператором Династії Хань у 202 до н. е.

## Дивитися також
- Фенцзянь
- Стародавні китайські держави
- Імператори династії Хань